# Christian Graf (Politiker)
Christian Graf (* 15. November 1821 in Wolfhalden; † 19. Juli 1898 in Bruggen (St. Gallen); heimatberechtigt in Wolfhalden) war ein Schweizer Arzt, Gemeindepräsident, Kantonsrat, Regierungsrat und Nationalrat aus dem Kanton Appenzell Ausserrhoden.

## Leben
Christian Graf war ein Sohn von Sebastian Graf, Fabrikant und Ratsherr, und Anna Hohl. Er besuchte die Klosterschule in St. Gallen und absolvierte ein Medizinstudium in Zürich, Heidelberg und Würzburg. 1845 erwarb er den Doktor in Medizin. Als Arzt praktizierte er kürzere Zeit in Rehetobel, Speicher und Trogen. Danach besass er eine Arztpraxis in Teufen.
Von 1854 bis 1862 sass er im Gemeinderat von Teufen. Von 1866 bis 1869 amtierte er als Gemeindehauptmann und ab 1866 bis 1870 als Ausserrhoder Grossrat. Von 1870 bis 1872 versah er das Amt des Oberrichters. In den Jahren 1872 bis 1873 war er Landesfähnrich und von 1873 bis 1875 Landeshauptmann. Ab 1875 bis 1877 amtierte er als Landesstatthalter und in den Jahren 1877 bis 1878 als Regierungsrat. Von 1873 bis 1878 sass er im Nationalrat (freisinnige Richtung). Ab 1893 bis 1895 versah er das Amt des Kantonsrats. Graf vertrat stets eine liberal-fortschrittliche Position. Von 1876 bis 1888 sass er im Verwaltungsrat der Schweizerischen Rentenanstalt. Er war als Bataillonsarzt im Feldzug gegen den Sonderbund im Einsatz.
Im Jahr 1847 heiratete Graf Katharina Hohl. Eine zweite Ehe ging er 1849 mit Johanna Hohl ein. Beide waren Töchter des Landeszeugherrn Johann Jakob Hohl und Schwestern des Johann Ulrich Hohl.